# عائشة خان
عائشة خان هي عارضة وممثلة باكستانية، ولدت في 27 سبتمبر 1982 في باكستان.

## وصلات خارجية
- عائشة خان على موقع IMDb (الإنجليزية)
- عائشة خان على موقع قاعدة بيانات الفيلم (الإنجليزية)